# Гшайдле, Курт
Курт Гша́йдле (нем. Kurt Gscheidle; 16 декабря 1924 — 22 февраля 2003) — немецкий политик, представлявший партию СДПГ, бывший министр транспорта и почты.
Член СДПГ с 1956 года.
С 1961 по 1969 год, а также с 1976 по 1980 год входил в состав депутатов бундестага.
С 1969 по 1974 год был госсекретарём в министерстве почты и связи. С 16 мая 1974 года был приглашён на должность федерального министра транспорта, а также министра почты и связи в правительство Гельмута Шмидта. После парламентских выборов 1980 года руководил лишь одним почтовым ведомством. После кабинетной реорганизации 28 апреля 1982 года вышел из состава правительства.

## Интересные факты
Почтовое министерство ФРГ в период руководства Гшайдле планировало к изданию марку, посвящённую летним Олимпийским играм 1980 года. В связи с отказом ФРГ от участия в играх тираж в продажу не поступал. Однако жена министра всё же использовала несколько марок для своей личной переписки. С тех пор эти гашёные «марки бойкота Олимпиады» (или марка Гшайдле) относятся к самым ценным немецким почтовым маркам, выпущенным после 1945 года. В 2008 году экземпляр, который использовался на почтовой открытке, на аукционе продавался за 85 000 евро.